# Jesús del Muro
Jesús del Muro López (30 de noviembre de 1937 en Guadalajara, Jalisco,  4 de octubre de 2022) en la Ciudad de México fue un futbolista y director técnico mexicano. Su posición siempre fue de defensa central, siendo de lo mejor en ese tiempo, debido a su colocación defensiva, don de mando y su calidad técnica, lo que le valió el ir a tres campeonatos de Copa del Mundo: Suecia 1958, Chile 1962 e Inglaterra 1966. Era apodado Chucho

## Carrera deportiva
Vistió la camiseta del Atlas de Guadalajara (1954-1965), con un intervalo jugando con los Freseros del Irapuato dado que fue producto de las fuerzas básicas de las llamadas Margaritas hoy conocidos como los Zorros. Fue enviado a los Tiburones Rojos de Veracruz (1965), en donde jugó con el bicampeón del Mundo, el brasileño Waldir Pereira "Didí", haciendo la defensa central de los Tiburones con Guillermo "El Campeón" Hernández, que prácticamente era la defensa de la Selección Mexicana en ese tiempo, posteriormente por indisciplina fue enviado al Cruz Azul (1966 y 1971) en donde saldría campeón jugando la defensa central con Gustavo "El Halcón" Peña, Toluca (1969 y 1973) y Gallos de Jalisco en 1974, equipo en que se retiró como jugador activo. Faltó Irapuato en la 55-56.

## Copas del Mundo: 1958, 1962 y 1966
Disputó con la Selección de fútbol de México la Copa Mundial de Fútbol de 1958, Copa Mundial de Fútbol de 1962 y en la Copa Mundial de Fútbol de 1966, vio acción en siete juegos, sin marcar ningún gol además de dos juegos de eliminatorias. Por su excelente ubicación en la defensa central, don de mando, experiencia en el puesto, saber salir con el balón dominado y marcaje férreo, recibió ofertas para jugar en Inglaterra luego del Mundial de 1966, pero el no las aceptó.[cita requerida]

## Carrera como entrenador
Como entrenador de equipos de 1a. División dirigió a Toluca (1972-1973), al Pachuca (1973), al Jalisco en la temporada 1974-75 y Cruz Azul a quien Jesús Del Muro dirigió por última vez en Primera División en el invierno de 1997 por 8 juegos acumulando 4 triunfos, 3 empates y una sola derrota, pero los directivos lo remueven por Luis Fernando Tena, el cual haría campeón al Cruz Azul en esa temporada.
Fue auxiliar de la Selección Mexicana en la Copa Mundial de Fútbol de 1978 en Argentina, siendo entrenador José Antonio Roca el cual infló a la Selección Nacional, pero su desempeño en dicho Mundial, con derrotas ante Túnez 3 a 1, goleada ante Alemania de 6 a 0 en donde brilló Karl-Heinz Rumennigge y derrota ante Polonia 3 a 1 originaron que terminará en el último lugar, puesto  nunca antes obtenido en Copas Mundiales previas. Dirigió:
- La Selección Juvenil Amateur (1977-78 y 1980)

- La Selección Sub-17 (1987-88, 1995-97)
- La Selección Sub-20 (1984-86,1995,1998-2000)
- La Selección de la 2a. div. (1980-1982)

## Participaciones en Copas del Mundo
| Mundial                        | Sede       | Resultado    |
| ------------------------------ | ---------- | ------------ |
| Copa Mundial de Fútbol de 1958 | Suecia     | Primera fase |
| Copa Mundial de Fútbol de 1962 | Chile      | Primera fase |
| Copa Mundial de Fútbol de 1966 | Inglaterra | Primera fase |

## Muerte
Don Chucho Del Muro murió el 3 de octubre de 2022 a la edad de 84 años consecuencia de complicaciones por cáncer. 